# Menaichmos (Mathematiker)
Menaichmos (* um 380 v. Chr.; † um 320 v. Chr.) war ein griechischer Mathematiker, der um 360 v. Chr. bei der Suche nach der Würfelverdoppelung Kegelschnitte entdeckte, die er an Platons Akademie anhand eines Kegelmodells untersuchte. Sein Bruder war der Mathematiker und Geometer Deinostratos.
Gesichert ist, dass er die Parabel und die Hyperbel entdeckte. Die Begriffe dafür wurden allerdings erst später von Apollonios von Perge geprägt.
Der Asteroid (54522) Menaechmus wurde am 26. September 2007 nach ihm benannt.